# Districtes del Cantó de Sankt Gallen

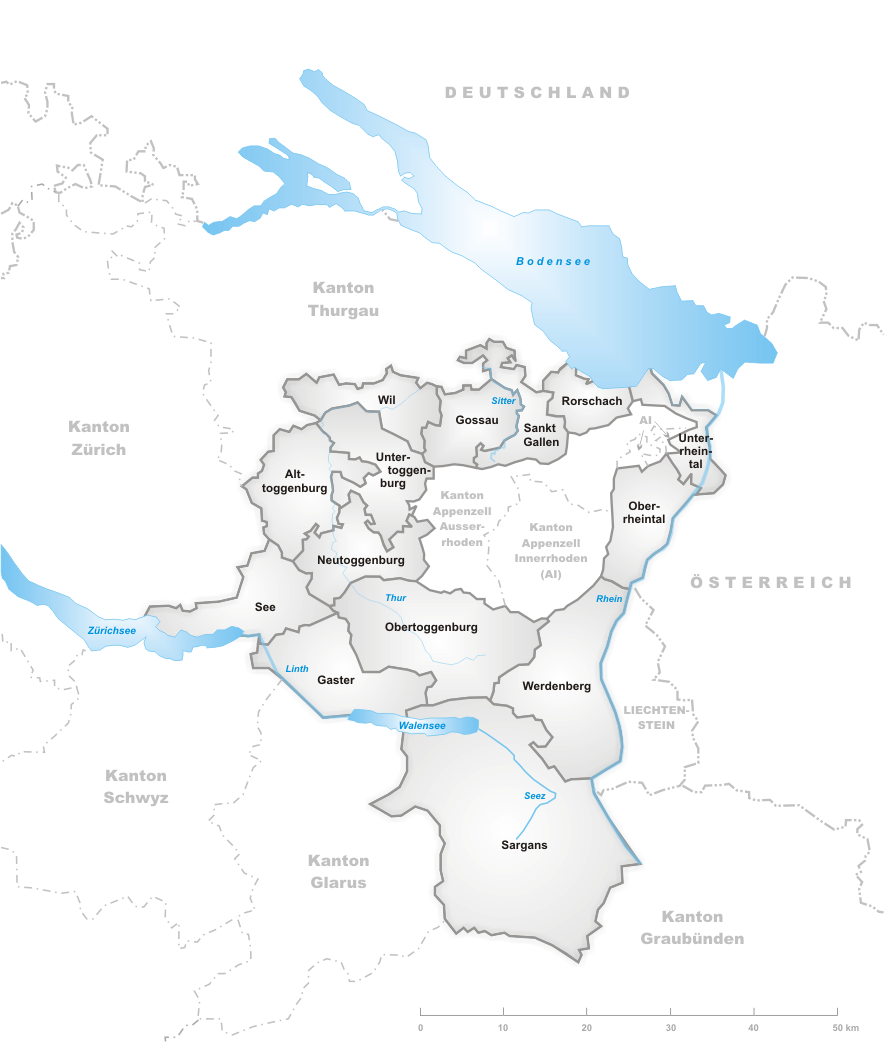
Districtes del Cantó de Sankt Gallen

Els Districtes del Cantó de Sankt Gallen (Suïssa) han evolucionat amb el temps. Fins al 2002 hi havia 14 districtes. A partir de l'1 de gener de 2003 es van suprimer els districtes i es van crear vuit cercles municipals que en alemany s'anomenen wahlkreis.

## Districtes fins al 2002
- districte d'Alttoggenburg
- districte de Gaster
- districte de Gossau
- districte de Neutoggenburg
- districte d'Oberrheintal
- districte d'Obertoggenburg
- districte de Rorschach
- districte de Sankt Gallen
- districte de Sargans
- districte de See
- districte d'Unterrheintal
- districte d'Untertoggenburg
- districte de Werdenberg
- districte de Wil

## Districtes des del 2003

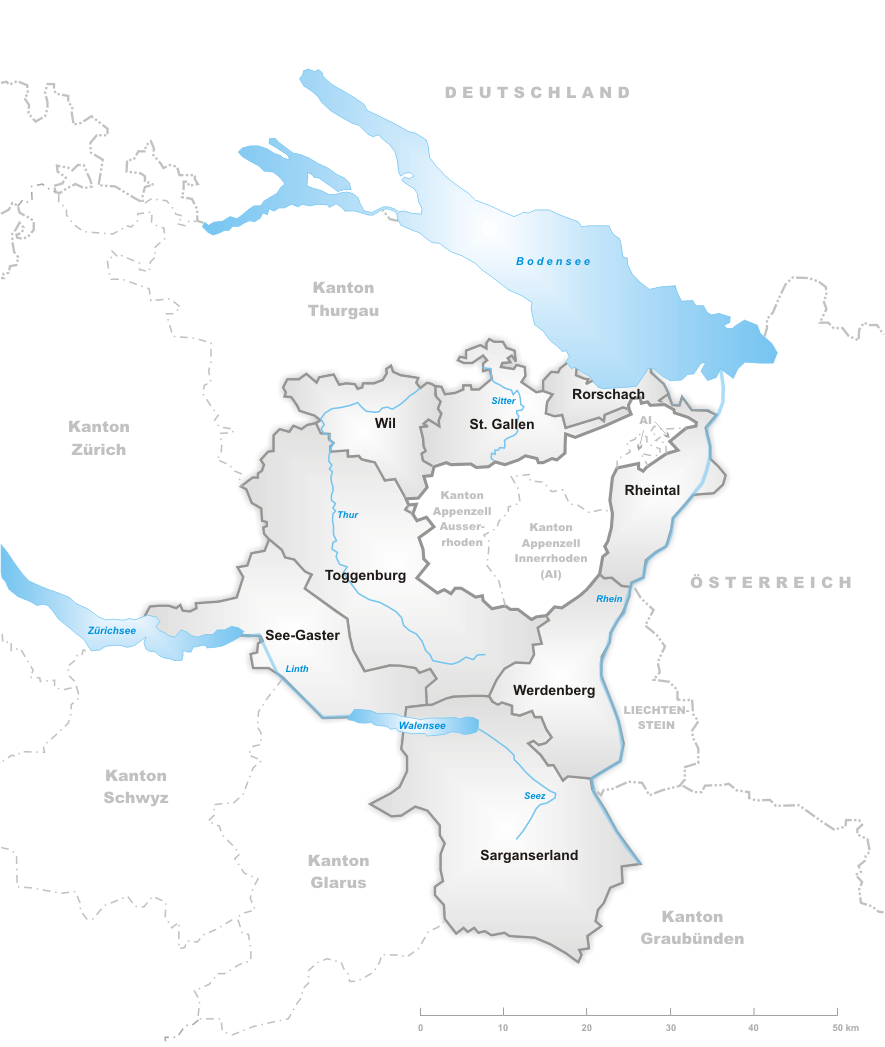
Cercles municipals del Cantó de Sankt Gallen

- Wahlkreis de Rheintal
- Wahlkreis de Rorschach
- Wahlkreis de Sankt Gallen
- Wahlkreis de Sarganserland
- Wahlkreis de See-Gaster
- Wahlkreis de Toggenburg
- Wahlkreis de Werdenberg
- Wahlkreis de Wil